# دن آگیئی
دن آگیئی (انگلیسی: Dan Agyei؛ زادهٔ ۱ ژوئن ۱۹۹۷) بازیکن فوتبال اهل انگلستان است.
از باشگاه‌هایی که در آن بازی کرده‌است می‌توان به باشگاه فوتبال بلکپول اشاره کرد.